# لینزلید
لینزلید (به انگلیسی: Linslade) یک شهرک در بریتانیا است که در انگلستان واقع شده‌است. لینزلید ۲۱٬۵۹۰ نفر جمعیت دارد.